# 杜罗特
杜罗特是德国莱茵兰-普法尔茨州的一个市镇。总面积9.68平方公里，总人口558人，其中男性271人，女性287人（2011年12月31日），人口密度58人/平方公里。